# Prva Makedonska Liga 2009/10
Die Prva Makedonska Liga 2009/10 war die 18. Spielzeit der höchsten Fußballliga Nordmazedoniens. Die Spielzeit begann am 1. August 2009 und endete am 19. Mai 2010. Titelverteidiger war Makedonija Skopje. Meister wurde zum ersten Mal FK Renova Džepčište.

## Modus
Zwölf Mannschaften traten in je drei Runden gegeneinander an. Die drei Letzten stiegen direkt ab.
Die Mannschaft auf den Relegationsplatz verlor das Spiel gegen den Vierten der zweiten Liga und musste ebenso absteigen.
Makedonija Skopje und Sloga Jugomagnat traten aus Protest gegen den Verband zweimal hintereinander nicht zu Spielen in der Prva Liga an, so dass beide Vereine vom Spielbetrieb ausgeschlossen wurden und Makedonija als amtierender Meister absteigen musste. Alle Spiele von Makedonija und Sloga ab dem zwölften Spieltag wurden annulliert, die bis dahin erzielten Punkte wurden abgezogen und die Mannschaften auf die letzten Tabellenplätze gesetzt. FK Pobeda Prilep wurde vom Verband nach dem 28. Spieltag aus der Wertung genommen. Alle Spiele wurden annulliert.

## Vereine
| Verein                     | Stadt    | Stadion              | Kapazität |
| -------------------------- | -------- | -------------------- | --------- |
| FK Horizont Turnovo        | Turnovo  | Kukuš-Stadion        | 01.500    |
| FK Metalurg Skopje         | Skopje   | Železarnica Stadion  | 04.000    |
| FK Milano Kumanovo         | Kumanovo | Milano Arena         | 05.000    |
| FK Pelister Bitola         | Bitola   | Tumbe-Kafe-Stadion   | 06.100    |
| FK Pobeda Prilep           | Prilep   | Stadion Goce Delčev  | 15.000    |
| FK Renova Džepčište        | Tetovo   | Ecolog Arena         | 15.000    |
| FK Sloga Jugomagnat Skopje | Skopje   | Čair Stadion         | 06.000    |
| FK Teteks Tetovo           | Tetovo   | Ecolog Arena         | 15.000    |
| Makedonija Skopje          | Skopje   | Železarnica-Stadion  | 04.000    |
| Rabotnički Skopje          | Skopje   | Philip-II-Arena      | 36.400    |
| Sileks Kratovo             | Kratovo  | Stadtstadion Kratovo | 01.800    |
| Vardar Skopje              | Skopje   | Philip-II-Arena      | 36.400    |

## Abschlusstabelle
| Pl. | Verein                           | Sp. | S  | U  | N  | Tore    | Diff. | Punkte |
| --- | -------------------------------- | --- | -- | -- | -- | ------- | ----- | ------ |
| 1.  | FK Renova Džepčište              | 26  | 17 | 4  | 5  | 045:210 | +24   | 55     |
| 2.  | Rabotnički Skopje (P)            | 26  | 15 | 5  | 6  | 038:200 | +18   | 50     |
| 3.  | FK Metalurg Skopje               | 26  | 12 | 11 | 3  | 035:160 | +19   | 47     |
| 4.  | FK Pelister Bitola               | 26  | 11 | 6  | 9  | 028:270 | +1    | 39     |
| 5.  | Sileks Kratovo                   | 26  | 8  | 8  | 10 | 029:330 | −4    | 32     |
| 6.  | Vardar Skopje 1                  | 26  | 9  | 6  | 11 | 031:280 | +3    | 30     |
| 7.  | FK Teteks Tetovo (N)             | 26  | 8  | 6  | 12 | 031:300 | +1    | 30     |
| 8.  | FK Horizont Turnovo 2            | 26  | 8  | 5  | 13 | 027:350 | −8    | 26     |
| 9.  | FK Milano Kumanovo               | 26  | 1  | 3  | 22 | 014:810 | −67   | 06     |
| 10. | Makedonija Skopje (M) 3          | 10  | 5  | 4  | 1  | 023:500 | +18   | 0      |
| 11. | FK Pobeda Prilep 4               | 0   | 0  | 0  | 0  | 000:000 | ±0    | 0      |
| 12. | FK Sloga Jugomagnat Skopje (N) 3 | 10  | 3  | 2  | 5  | 009:160 | −7    | 0      |

| (M) | amtierender mazedonischer Meister     |
| (P) | amtierender mazedonischer Pokalsieger |
| (N) | Neuaufsteiger                         |

## Kreuztabelle
| Runden 1–22 | Runden 1–22 | Runden 1–22 | Runden 1–22 | Runden 1–22 | Runden 1–22 | Runden 1–22 | Runden 1–22 | Runden 1–22 | Runden 1–22 | Runden 1–22 | Runden 1–22 | 2009/10                    | Runden 23–33 | Runden 23–33 | Runden 23–33 | Runden 23–33 | Runden 23–33 | Runden 23–33 | Runden 23–33 | Runden 23–33 | Runden 23–33 | Runden 23–33 | Runden 23–33 | Runden 23–33 |
| ----------- | ----------- | ----------- | ----------- | ----------- | ----------- | ----------- | ----------- | ----------- | ----------- | ----------- | ----------- | -------------------------- | ------------ | ------------ | ------------ | ------------ | ------------ | ------------ | ------------ | ------------ | ------------ | ------------ | ------------ | ------------ |
| REN         | RAB         | MET         | PEL         | SIL         | VAR         | TET         | HOR         | MIL         | MAK         | POB         | SLO         | Verein                     | REN          | RAB          | MET          | PEL          | SIL          | VAR          | TET          | HOR          | MIL          | MAK          | POB          | SLO          |
|             | 2:0         | 3:1         | 1:0         | 3:1         | 3:2         | 1:0         | 3:2         | 4:0         | 1:0         | 2:1 5       | 3:1         | FK Renova Džepčište        |              | 0:1          | –            | 3:1          | –            | –            | –            | 2:0          | 1:0          | –            | 2:1 5        | –            |
| 2:1         |             | 1:1         | 3:0         | 1:1         | 1:0         | 3:1         | 1:0         | 5:1         | 1:1         | 6:2 5       | –           | Rabotnički Skopje          | –            |              | 1:2          | –            | 1:2          | 1:1          | 2:1          | –            | –            | –            | –            | –            |
| 3:1         | 1:1         |             | 1:2         | 2:2         | 3:0 6       | 4:0         | 3:0 6       | 4:0         | 0:0         | 2:1 5       | –           | FK Metalurg Skopje         | 1:0          | –            |              | 1:0          | –            | –            | –            | 1:1          | 3:0          | –            | 3:0 5        | –            |
| 1:1         | 1:0         | 3:0         |             | 1:1         | 1:0         | 3:1         | 1:2         | 3:1         | –           | 1:0 5       | 0:0         | FK Pelister Bitola         | –            | 1:0          | –            |              | 1:0          | 1:0          | 0:0          | –            | –            | –            | 1:0 5        | –            |
| 0:5         | 2:0         | 0:1         | 1:0         |             | 1:1         | 1:0         | 3:0         | 4:0         | –           | 0:1 5       | 2:1         | FK Sileks Kratovo          | 0:0          | –            | 0:1          | –            |              | –            | –            | 1:1          | 1:1          | –            | 3:0 5        | –            |
| 1:1         | 1:2         | 0:0         | 1:0         | 3:1         |             | 3:1         | 1:3         | 2:0         | 3:0 5       | 0:3 5       | –           | Vardar Skopje              | 2:0          | –            | 0:0          | –            | 2:0          |              | –            | 0:1          | –            | –            | –            | –            |
| 0:1         | 0:1         | 0:0         | 1:2         | 1:1         | 1:0         |             | 1:0         | 6:0         | 2:2         | 3:1 5       | 3:0 5       | FK Teteks Tetovo           | 0:1          | –            | 0:0          | –            | 2:0          | 1:1          |              | –            | –            | –            | –            | –            |
| 2:2         | 0:2         | 1:1         | 4:3         | 2:0         | 0:1         | 0:2         |             | 3:1         | 0:1         | 3:1 5       | 2:0 5       | FK Horizont Turnovo        | –            | 0:1          | –            | 0:1          | –            | –            | 0:1          |              | 2:1          | –            | –            | –            |
| 0:2         | 0:2         | 0:0         | 3:0 6       | 1:4         | 0:4         | 1:5         | 0:2         |             | –           | 3:2 5       | 0:3         | FK Milano Kumanovo         | –            | 0:2          | –            | 2:2          | –            | 0:5          | 2:4          | –            |              | –            | –            | –            |
| 0:1 5       | –           | –           | 0:0         | 2:0         | 5:0         | 1:0 5       | –           | 8:0         |             | 0:3 5       | 4:1         | Makedonija Skopje          | –            | –            | –            | –            | –            | –            | –            | –            | –            |              | –            | –            |
| 0:4 5       | 4:2 5       | 0:1 5       | 0:0 5       | 2:2 5       | 2:1 5       | 2:0 5       | 1:0 5       | 4:1 5       | 0:0 5       |             | 2:0 5       | FK Pobeda Prilep           | –            | –            | –            | –            | –            | –            | 2:0 5        | 0:1 5        | –            | –            |              | –            |
| –           | 0:3         | 0:1         | 1:3 5       | 0:3 5       | 1:0         | 1:0         | 1:1         | –           | –           | –           |             | FK Sloga Jugomagnat Skopje | –            | –            | –            | –            | –            | –            | –            | –            | –            | –            | –            |              |

## Relegation
| Datum        | 2. Liga            | Ergebnis  | 1. Liga            | Ort                            |
| ------------ | ------------------ | --------- | ------------------ | ------------------------------ |
| 30. Mai 2010 | FK Bregalnica Štip | 2:1 n. V. | FK Milano Kumanovo | Gjorče Petrov-Stadion (Skopje) |

## Torschützenliste
| Pl. | Name               | Mannschaft                                  | Tore |
| --- | ------------------ | ------------------------------------------- | ---- |
| 01. | Bobi Božinovski    | Rabotnički Skopje                           | 15   |
| 02. | Besart Ibraimi     | FK Renova Džepčište                         | 12   |
| 02. | Duško Savić        | Rabotnički Skopje                           | 12   |
| 04. | Dragan Dimitrovski | FK Pelister Bitola (8) FK Pobeda Prilep (3) | 11   |
| 04. | Boban Jančevski    | FK Renova Džepčište                         | 11   |
| 06. | Ilija Nestorovski  | FK Pobeda Prilep                            | 10   |
| 07. | Baže Ilijoski      | FK Metalurg Skopje                          | 09   |